# Craterocephalus honoriae
Craterocephalus honoriae és una espècie de peix pertanyent a la família dels aterínids.

## Descripció
- Pot arribar a fer 7 cm de llargària màxima.
- 6-7 espines i 7-8 radis tous a l'aleta dorsal i 1 espina i 9-12 radis tous a l'anal.[6][7]

## Alimentació
És predominantment carnívor.

## Hàbitat
És un peix d'aigua marina i salabrosa, demersal i de clima temperat.

## Distribució geogràfica
Es troba al Pacífic occidental: és un endemisme d'Austràlia.

## Observacions
És inofensiu per als humans.